# Сільськогосподарський банк СРСР
Сільськогоспода́рський банк СРСР (Сільгоспба́нк СРСР) — спеціалізований державний банк СРСР, основною метою якого було фінансування та довгострокове кредитування державних сільськогосподарських підприємств і організацій та кредитування колгоспів.

## Історія
Банк був заснований у 1932 році як Банк фінансування соціалістичного землеробства. У серпні 1933 року був перейменований на Сільськогосподарський банк СРСР.
Зі створенням підрядних будівельно-монтажних організацій, що здійснюють будівництво в сільському господарстві, Сільгоспбанк став займатися їх короткостроковим кредитуванням. З 1 січня 1957 р. банку було передано частину операцій ліквідованого Торгбанку СРСР з фінансування і довгострокового кредитування промислової та споживчої кооперації.
У квітні 1959 р. на підставі Указу Президії Верховної Ради СРСР Сільгоспбанк був ліквідований, а його функції розподілені між Будбанком СРСР і Держбанком СРСР.